# Тамбовская равнина
Тамбо́вская равни́на — низменность в европейской части России, на территории Тамбовской, Рязанской и Воронежской областей.
Тамбовская равнина составляет основную часть Окско-Донской равнины. Она сложена лёссовидными суглинками, подстилаемыми днепровской мореной, и ниже — песчано-глинистыми отложениями неогена. Орошается рекой Цна и её притоками, а также Доном, Воронежем, Битюгом. Преобладают лесостепные ландшафты с чернозёмными и серыми лесными почвами. Большая часть территории распахана (посевы пшеницы, ржи, сахарной свёклы, подсолнечника, картофеля).